# Culinária de El Salvador
Uma parte importante da culinária de El Salvador é a tortilha (pequena torta de batata). Sua preparação é bastante generalizada em toda a região. Outra das coisas que se pode degustar são os tamales (uma espécie de pamonha) e as pupusas.